# Heilige-Geist-Gasse

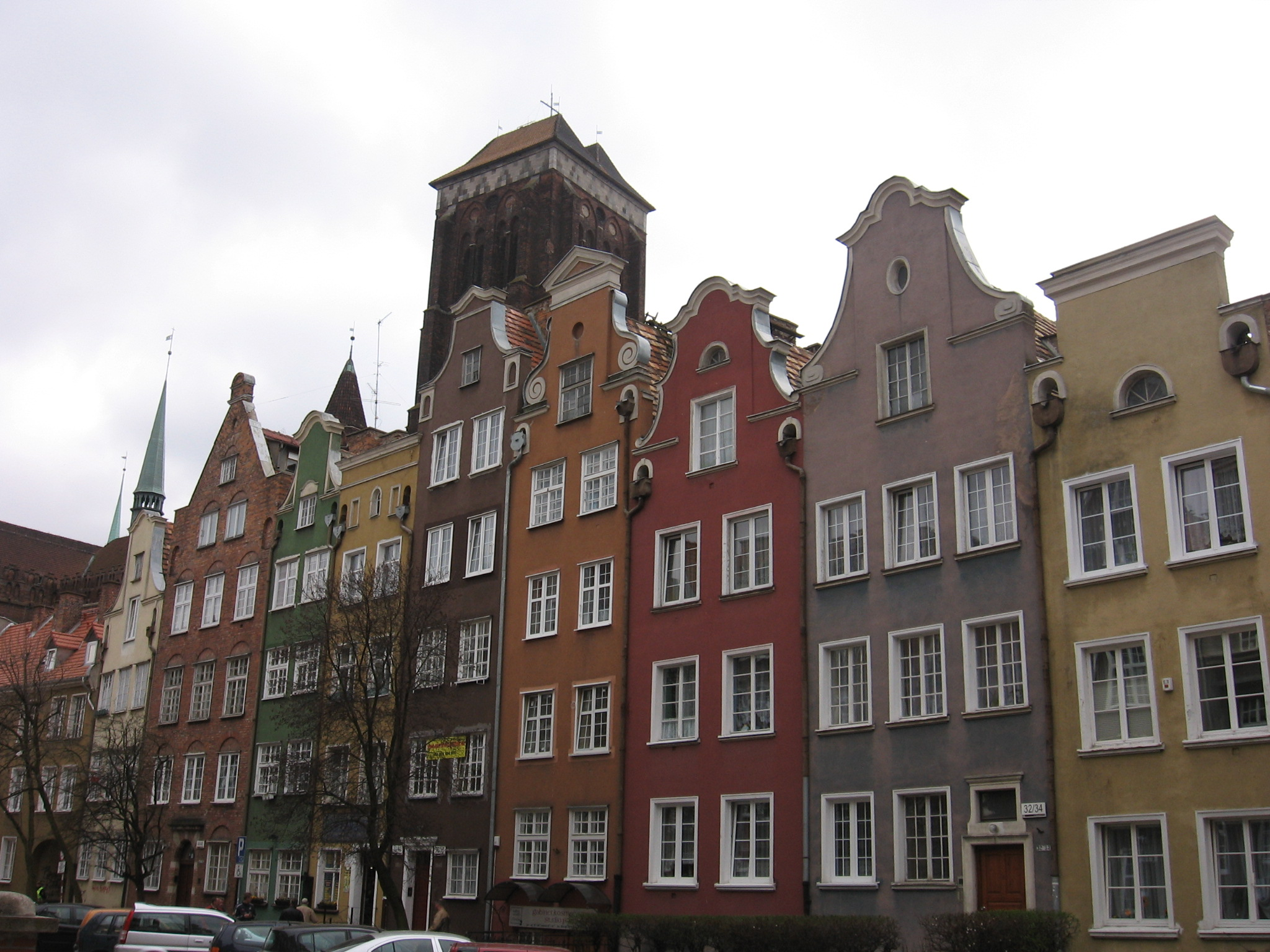
Heilige-Geist-Gasse

Die Heilige-Geist-Gasse, polnisch Ulica Świętego Ducha, ist eine historische Straße in der Innenstadt von Danzig.
Sie befindet sich in der ehemaligen Rechtstadt und verläuft in Ost-West-Richtung vom Holzmarkt zum Heilig-Geist-Tor.

## Geschichte

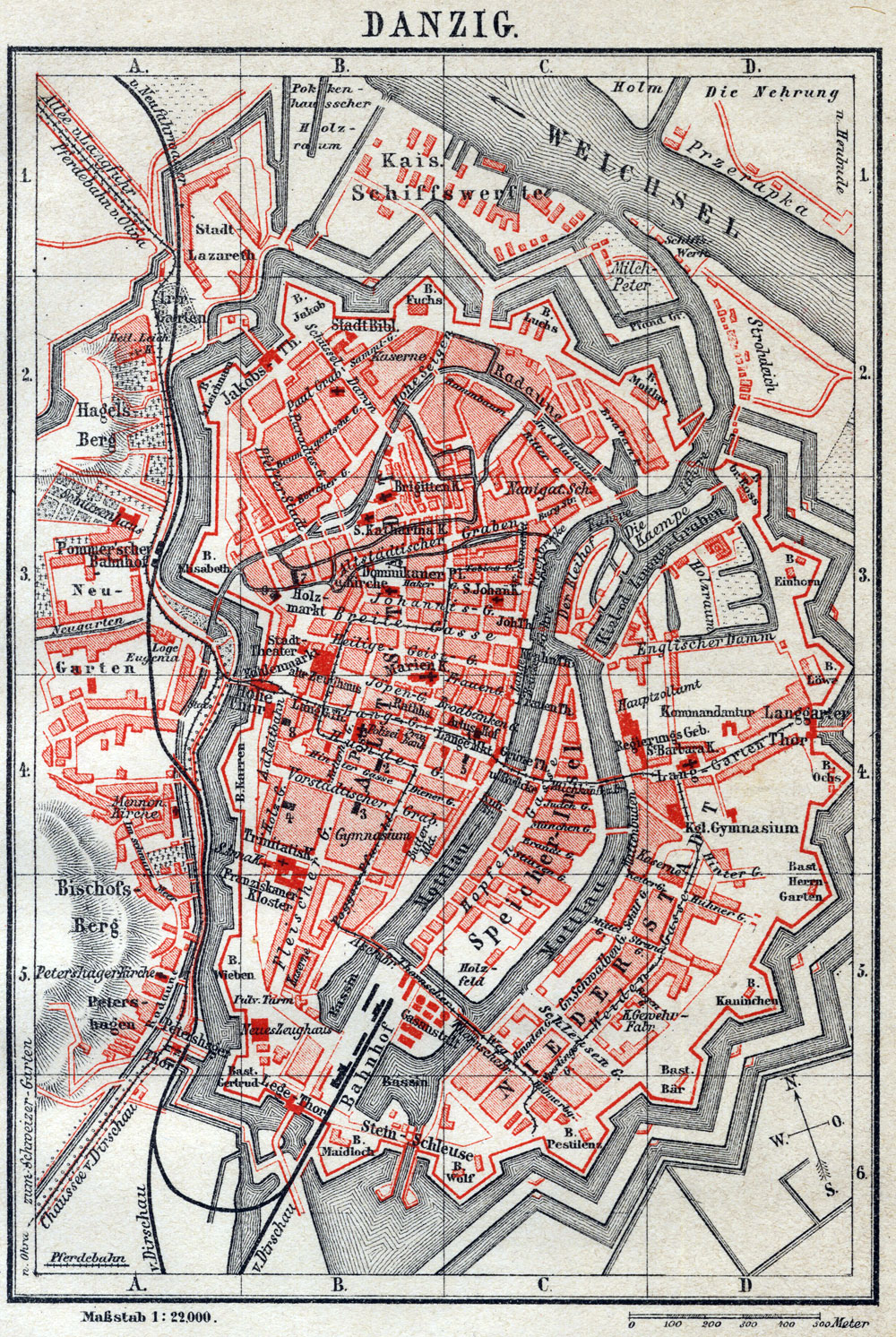
Stadtplan Danzig von 1885, Heilige-Geist-Straße nördlich der Marienkirche als zweite Parallelstraße (in der Mitte des Plans)

Von 1336 ist die älteste Erwähnung als platea sancti spiriti erhalten, benannt nach dem Heilig-Geist-Hospital. Dieses wurde 1357 in die Tobias-Gasse verlegt.
In der Heilig-Geist-Gasse befanden sich in den folgenden Jahrhunderten Wohnhäuser von Kaufleuten und wohlhabenden Bürgern, eine Königliche Kapelle und eine anglikanische Kapelle. Der Philosoph Arthur Schopenhauer und seine Mutter Johanna wurden dort geboren.
1945 wurden die Häuser schwer beschädigt und danach auf einer Straßenseite zum Teil wieder aufgebaut. 

## Gebäude
Rekonstruierte Häuser
Die rekonstruierten Häuser gehen meist auf manieristische und spätbarocke Vorbilder zurück, einige auf klassizistische und Renaissancebauten.
Angegeben sind die heutigen Hausnummern.
- Hotel Wolne Miasto, Nr. 2, neu erbaut 2006, unter der Adresse auch das Küstentheater (Teatr Zabrzeże) am Kohlenmarkt um die Ecke
- Wohnhaus Nr. 19, dort lebte Paul Beneke im 15. Jahrhundert
- Wohnhaus Nr. 27, vormals Haus der Kartäuser in Danzig
- Königliche Kapelle
- Schopenhauerhaus Nr. 47 (ehemals Nr. 114), Geburtshaus von Arthur Schopenhauer
- Seglerhaus Nr. 109 (ehemals Nr. 82), vormals Haus der Schiffergilde mit Gasthaus
- Schildkrötenhaus Nr. 111, Geburtshaus von Johanna Schopenhauer, jetzt Bibliothek mit Kulturveranstaltungen
- Heilig-Geist-Tor, Wohnhaus an der Mottlau

Weitere ehemalige Gebäude
(mit ehemaligen Hausnummern)
- Wohnhaus Nr. 57, die Familie Chodowiecki, Eltern von Daniel Chodowiecki lebten dort
- Anglikanische Kapelle Nr. 82, Kirche der englischen Kolonie mit Pfarrhaus